# لويس كولمان (مجدف)
لويس كولمان (بالإسبانية: Luis Colman)‏ هو مجدف أوروغواياني، ولد في 22 يونيو 1954 في مونتفيدو في الأوروغواي.

## وصلات خارجية
- لويس كولمان على موقع الاتحاد الدولي للتجديف (الإنجليزية)
- لويس كولمان على موقع اللجنة الأولمبية الدولية (الإنجليزية)
- لويس كولمان على موقع أوليمبيديا (الإنجليزية)